# The Rake
The Rake je městská legenda a creepypasta, který je popisován jako bytost podobná člověku. Postava se vyznačuje jako bledá a hubená, má ostré drápy a svítící oči. Strašidelný příběh o původu tohoto tvora popisuje, že se vyskytuje již po staletí a jeden z prvních záznamů o něm pochází z roku 1691. Své oběti monitoruje, než na ně zaútočí, a dokáže s nimi komunikovat pomocí telepatie. Podcastová show Creepypodden natočila epizodu, kde byl příběh přečten, avšak jméno příšery přeložili jako „Raken“.